# Oliver Rasmussen
Oliver Rasmussen, född den 21 november 2000 i Mougins, Frankrike är en dansk racerförare.